# 빅샤크: 매직체인지
《빅샤크: 매직체인지》(潜艇总动员5：时光宝盒, Happy Little Submarine Magic Box of Time)는 중국에서 제작된 허쯔리 감독의 2015년 애니메이션 영화이다. 이제인 등이 주연으로 출연하였다. 중국에서 2015년 5월 29일 개봉되었다.

## 출연

### 주연
- 이제인
- 장병관
- 김사라
- 김한나
- 윤세웅
- 홍후백
- 김경희
- 이슬

## 반응
2015년 7월 1일 기준으로, 이 영화는 중국 박스오피스에서 26,050,000 위안의 수익을 거두었다.